# Ryszard Rumianek

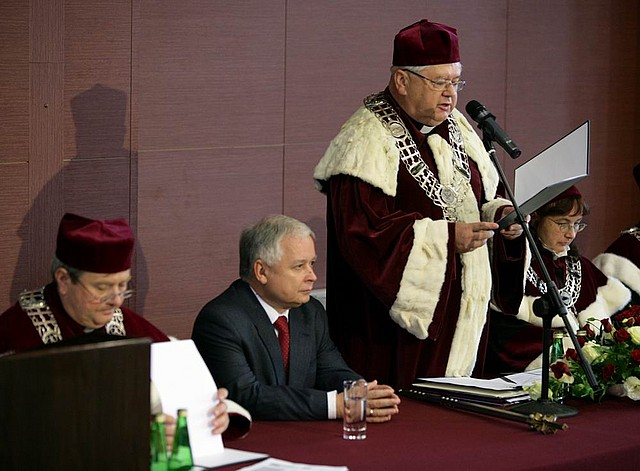
Ryszard Rumianek (2009)

Ryszard Rumianek (* 7. November 1947 in Warschau, Polen; † 10. April 2010 in Smolensk, Russland) war ein polnischer, römisch-katholischer Geistlicher, Theologe und Bibelwissenschaftler. Er war von 2005 bis 2010 Rektor der Kardinal-Stefan-Wyszyński-Universität.

## Leben
Ryszard Rumianek studierte von 1966 bis 1972 Theologie am Priesterseminar in Warschau und empfing 1972 die Priesterweihe durch Stefan Kardinal Wyszyński. Am Päpstlichen Bibelinstitut in Rom absolvierte er von 1974 bis 1977 ein Aufbaustudium in Bibelwissenschaften. Nach einem Studienaufenthalt am Studium Biblicum Franciscanum in Jerusalem wurde er 1979 an der Päpstlichen Universität Gregoriana in Rom zum Dr. theol. promoviert. Von 1979 bis 1982 war er Präfekt des Diözesanseminars in Warschau, bis 1994 deren Vize-Rektor.
1995 habilitierte Rumianek sich an der Päpstlichen Theologischen Fakultät Warschau (Bobolanum). 1996 wurde er Assistenzprofessor, 1998 zum außerordentlichen Professor ernannt. Rumianek war seit 2002 Prorektor und seit dem 1. Oktober 2005 Rektor der Kardinal-Stefan-Wyszyński-Universität. 2009 wurde er für seine wissenschaftlichen Arbeiten und pädagogisches Engagement mit dem Orden Polonia Restituta, dem zweithöchsten Orden der Polnischen Republik ausgezeichnet.
Am 10. April 2010 starb Rumianek bei einem Flugunfall von Smolensk 2010 in Russland. Er war Mitglied einer polnischen Delegation des polnischen Staatspräsidenten Lech Kaczyński.
Postum wurde Rumianek am 16. April 2010 das Komturkreuz des Ordens Polonia Restituta (Krzyż Komandorski Orderu Odrodzenia Polski) verliehen.

## Verweise